# Laurent Porchier
Laurent Porchier, född den 27 juni 1968 i Bourg-de-Péage i Frankrike, är en fransk roddare.
Han tog OS-guld i lättvikts-fyra utan styrman i samband med de olympiska roddtävlingarna 2000 i Sydney.